# Sidney Webb
Pour les articles homonymes, voir Webb.
Sidney James Webb, 1er baron Passfield, né à Londres le 13 juillet 1859 et mort à Liphook (Hampshire) le 13 octobre 1947, est un  économiste et militant socialiste britannique.  
Il est l'un des tout premiers membres de la Fabian Society en 1884. Avec Beatrice Webb, Annie Besant, Graham Wallas, Edward R. Pease, Hubert Bland, Sydney Olivier et George Bernard Shaw, ils transforment la Fabian Society en un important club politico-intellectuel dans le Royaume-Uni de l'époque édouardienne.

## Biographie
Sidney Webb étudie le droit à la Birbeck Literary and Scientific Institution. En 1895, il contribue à la fondation de la London School of Economics, utilisant un don dont avait hérité la Fabian Society. Il devient professeur d'administration publique en 1912, un poste qu'il garde pendant quinze ans. 
En 1892, il épouse Beatrice Potter, qui partage ses idées. Tous deux sont membres du Parti travailliste et tiennent un rôle politique actif. Sidney devient député en 1922. Leur influence est d'autant plus importante qu'ils organisent les Coefficients club, des dîners qui attirent des intellectuels et des hommes d'État influents de l'époque. En 1929, Sidney Webb devient baron Passfield et membre du gouvernement anglais (secrétaire d'État aux Colonies et secrétaire d'État aux Affaires des dominions) sous Ramsay MacDonald. Le 21 octobre 1930, il publie le Livre blanc de Passfield, qui remet en question la poursuite de l’implantation juive en Palestine. En cette même année 1930, il doit démissionner en raison de problèmes de santé. 
Sous l'influence de son épouse qui admire Francis Galton, Sydney Webbs adhère à la Société eugénique dès sa création en 1907. Il rejette l'idée d'eugénisme positif de Francis Galton. Ils préconisent plutôt une action sur l'environnement.
Les Webb éprouvent tout d'abord une forte animosité pour le régime bolchévique russe, qui se transforme dès le début des années 1930 en admiration. En mai 1932, ils s'embarquent pour la Russie. Dans Soviet Communism: A new civilization?, ils s'emploient de démontrer que le régime en vigueur en URSS constitue une démocratie et, en aucun cas, une dictature, car, s'il existe une dictature du Parti, « le contrôle que le Parti exerce sur l'administration ne se manifeste par aucune manifestation contraignante pour le citoyen ordinaire ». S'ils conviennent également de l'existence d'un culte de la personnalité à l'égard de Staline, ils le justifient par le caractère arriéré des masses russes « incapables de comprendre la philosophie nouvelle du Parti communiste ». Mais cette maladie infantile du communisme devrait disparaître quand les masses seront éduquées. L'ouvrage traite toutefois de certains aspects négatifs de la société communiste, notamment en retraçant l'histoire des organes de répression soviétiques. Concernant la repression de l'intelligentsia, ils essaient de dissocier la direction du Parti des organes d'exécution, tels que la Guépéou qui auraient échappé à son contrôle. Selon l'historien Marcel Liebman, leur critique des autorités soviétiques reste en cette matière « empreinte de modération ». La persécution des trotskistes est totalement passée sous silence. Les Webb resteront des fervents soutiens du régime soviétique jusqu'à leur mort. Leur livre La Vérité sur la Russie soviétique est publié en 1942.
Ils sont les auteurs d'un livre référence sur les syndicats[réf. nécessaire], History of Trade Unionism, paru en 1894.

## Quelques appréciations sur Sidney Webb
Friedrich Hayek, à la suite de la lecture du journal de Beatrice Webb, écrit : « Malgré cette relation intime du partenariat particulièrement heureux qui nous est présenté, « l'Autre » demeure une silhouette curieusement impersonnelle et discrète dont le trait distinctif semble être une puissance et une stabilité intellectuelles parfaites. Sidney Webb a souvent été décrit comme le prototype du parfait commissaire politique et sa description dans le livre comme un homme qui « n'avait pas le moindre scrupule », « altruiste », et doté d'une « conscience robuste » le confirme à peine ».
Dans The New Machiavelli (1911) de H. G. Wells, les Webb, sous le nom des Baileys, sont critiqués pour être des bourgeois manipulateurs. La Fabian Society, dont Wells fut brièvement membre, ne valait pas mieux à ses yeux.

## Publications
Ouvrages de Sidney Webb
- Facts for Socialists (1887)
- Problems of Modern Industry (1898)
- Grants in Aid: A Criticism and a Proposal (1911)
- Seasonal Trades, with A. Freeman (1912)
- The Restoration of Trade Union Conditions (1916)

Ouvrages de Sidney et Béatrice Webb
- History of Trade Unionism (1894)
- Industrial Democracy (1897)
- English Local Government (9 volumes, 1906-1929)
- The Manor and the Borough (1908)
- The Break-Up of the Poor Law (1909)
- English Poor-Law Policy (1910)
- Examen de la Doctrine syndicaliste ; Paris, Librairie du parti socialiste, 1912, 63pp (traduction d'un article paru en août 1912 dans 'The Crusade'
- The Cooperative Movement (1914)
- Works Manager Today (1917)
- The Consumer's Cooperative Movement (1921)
- Decay of Capitalist Civilization (1923)
- Methods of Social Study (1932)
- Soviet Communism: A new civilization? (1935)
- The Truth About Soviet Russia (1942)

## Archives
Les écrits de Sidney Webb font partie des archives Passfield à la London School of Economics